# سيدي حجاج
سيدي حجاج مدينة مغربية توجد جنوب الدار البيضاء. تنتمي سيدي حجاج لإقليم سطات وتضم 18.687 نسمة (إحصاء 2004).

## أعلام
- شميشة الشافعي